# Radiorama
Radiorama var en italiensk Italo discogrupp bildad i Italien 1984. Medlemmar i gruppen var Mauro Farina, Simona Zanini, Aldo Martinelli och Clara Moroni. De var verksamma mellan 1984 och 2002. Bland deras hitlåtar märks Aliens, Chance to Desire och Vampires.